# The Canary Murder Case
The Canary Murder Case (S. S. Van Dine, 1927) és una novel·la de misteri i mort, la qual tracta de l'assassinat d'una atractiva cantant de club nocturn, la Canària, i el seu xicot. La relació de la Canària és un arquetip ideal de l'amor romàntic i sexual. L'assassí ha estat motivat pel puritanisme americà, el qual ha produït un efecte gèlid en la vida americana.

## Versió cinematogràfica
El film The Canary Murder Case (Paramount, 1929) va ser dirigit per Malcolm St. Clair i Frank Tuttle: 
- William Powell.... Philo Vance (investigador)
- Louise Brooks.... Margaret Odell (la Canària)
- Jean Arthur.... Alys LaFosse